# Дикенс (Ајова)
Дикенс (енгл. Dickens) град је у америчкој савезној држави Ајова. По попису становништва из 2010. у њему је живело 185 становника.

## Демографија
Према попису становништва из 2010. у граду је живело 185 становника, што је -17 (-8.4%) становника више него 2000. године.
| Група             | 2000.       | 2010.       |
| Белци             | 197 (97,5%) | 182 (98,4%) |
| Афроамериканци    | 0 (0,0%)    | 0 (0,0%)    |
| Азијати           | 3 (1,5%)    | 1 (0,5%)    |
| Хиспаноамериканци | 0 (0,0%)    | 2 (1,1%)    |
| Укупно            | 202         | 185         |